# Синдром Тернера
Синдром Тернера (також відомий як 45 X або 45 X0, інколи Шерешевського-Тернера) — генетична вада, при якій у жінки частково або повністю відсутня Х-хромосома. Ознаки та симптоми хвороби варіюються серед хворих. Часто при народженні видно коротку шию, волосся на задній частині шиї, короткий зріст, наче розпухлі руки і ноги. Як правило, хворі мають порушення менструального циклу та недорозвиненість грудей. Дефекти серця, діабет і низький рівень тироїдних гормонів зустрічаються частіше. Більшість людей з цією хворобою мають нормальний інтелект. Найчастіше виникають проблеми із зором і слухом.
Синдром Тернера зазвичай не успадковується від хворих батьків. Екологічні ризики невідомі, а вік матері не грає ролі. Синдром Тернера обумовлений хромосомною аномалією, при якій всі або частина одного з Х-хромосом відсутня або змінена. У нормі у людини 46 хромосом, люди із СТ мають 45. Хромосомні аномалії можуть бути присутніми лише в деяких клітинах, і в цьому випадку вона відома як СТ із мозаїцизмом. У цьому випадку симптоми не так сильно виражені або взагалі відсутні. Діагностика базується на фізичних ознаках та генетичному тестуванні.
Лікування від синдрому Тернера невідоме.  Здійснюється симптоматична терапія. Ін'єкції гормону росту людини в дитинстві можуть збільшити ріст у дорослому віці. Замісна естрогенова терапія може сприяти розвитку грудей і стегон. Медична допомога часто потрібна для вирішення інших проблем зі здоров'ям з якими пов'язаний СТ
Синдром Тернера буває у однієї з 5000 до однієї з 2000 осіб жіночої статі при народженні. Всі регіони світу та культури страждають однаково. Як правило, люди з СТ мають меншу тривалість життя, в основному через серцеві проблеми та цукровий діабет.

## Клінічні прояви

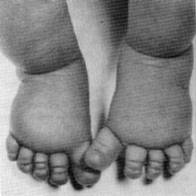
Лімфодема, набряк ніг у новонародженої із СТ

З наступних загальних симптомів синдрому Тернера, людина може мати будь-яку комбінацію симптомів:
- Короткий зріст
- Лімфедема (набряк) рук і ніг новонародженої
- Широкі груди і широко розставлені соски
- Низька задня зачіска
- Низько розміщенні вуха
- Репродуктивна стерильність
- Рудиментарні гонадні смуги яєчників (недорозвинені статеві структури, які пізніше стають фіброзними)
- Аменорея, відсутність менструального періоду
- Підвищення ваги, ожиріння
- Маленькі нігті та риси обличчя
- Перетинчаста шия від кістозної гігроми в дитинстві
- Стеноз аортального клапана
- Коарктація аорти
- Двостулковий аортальний клапан (найбільш поширена серцева проблема)
- Підкова нирки
- Порушення зору — склера, рогівка, глаукома та ін.
- Інфекційні захворювання вух і втрата слуху
- Висока талія до стегна (стегна не набагато більші за талію)
- Розлад дефіциту уваги з гіперактивністю (проблеми з концентрацією, пам'яттю, увагою з гіперактивністю, які спостерігаються переважно в дитячому та юнацькому віці)
- Невербальна нездатність до навчання (проблеми з математикою, соціальними навичками та просторовими відносинами)

Інколи може зустрічатись невелика нижня щелепа (мікрогнатія), м'які перевернуті нігті. Рідше зустрічаються пігментні плями, втрата слуху і високі аркові піднебіння (вузька верхня щелепа). Синдром Тернера проявляється по-різному у кожної хворої, яка страждає від цього стану; отже, жодні дві особи не мають однакових проявів.

### Пренатальний період
Незважаючи на добрий постнатальний прогноз, вважається, що 99 % випадків синдрому Тернера закінчуються викиднем або мертвонародженням, і до 15 % всіх раптових абортів мають каріотип 45, X.

### Серцево-судинна система
Частота серцево-судинних вад розвитку у пацієнтів із синдромом Тернера коливається від 17 % до 45 %. Зміни, знайдені в різних дослідженнях, в основному пояснюються варіаціями неінвазивних методів, які використовуються для скринінгу різних типів уражень, які вони можуть характеризувати. Однак, це може бути просто пов'язане з обстеженням невеликої кількості осіб у більшості досліджень.
Різні каріотипи можуть мати різні показники серцево-судинних вад розвитку. У двох дослідженнях виявлена частота серцево-судинних вад розвитку 30 % і 38 % у групі чистої 45, X моносомії. Враховуючи інші каріотичні групи, вони повідомили про поширеність 24,3 % і 11 % у людей з мозаїчною X моносомією, і 11 % у людей з Х-хромосомними структурними порушеннями.
Більш високий показник у групі чистих 45, Х моносомій обумовлений, перш за все, різницею в частоті аномалій аортальних клапанів і коарктації аорти, двох найбільш поширених серцево-судинних вад розвитку.

#### Вроджена вада серця
Найбільш часто спостерігаються вроджені обструктивні ураження лівої половини серця, які призводять до зменшення току крові на цій половині серця. Сюди відносяться двостулковий аортальний клапан і коарктація (звуження) аорти. Більше 50 % серцево-судинних вад у осіб із синдромом Тернера, в одному з досліджень, були двостулковими аортальними клапанами або коарктацією аорти, самостійно або в комбінації.
Інші вроджені вади серцево-судинної системи, такі як частковий аномальний венозний дренаж і стеноз аортального клапана або аортальна регургітація, також частіше зустрічаються в синдромі Тернера, ніж у загальній популяції. Гіпопластичний синдром лівого серця являє собою найбільш серйозне скорочення лівосторонніх структур.

##### Двосекційний аортальний клапан
До 15 % дорослих із синдромом Тернера мають двокамерні клапани аорти, що означає лише дві замість трьох частин клапанів головної кровоносної судини, які ведуть від серця. Оскільки двостулкові клапани здатні правильно регулювати кровообіг, ця умова може залишатися непоміченою без регулярного обстеження. Тим не менш, двостулкові клапани, швидше за все, погіршуються і пізніше виходять з ладу. Кальцифікація також відбувається в клапанах що може призвести до  дисфункції клапанів, яка прогресує, про що свідчить стеноз аорти або регургітація.
При швидкості від 12,5 % до 17,5 % (Dawson-Falk et al., 1992), бікуспідальний аортальний клапан є найбільш поширеною вродженою вадою розвитку з тих, які впливають на серце при цьому синдромі. Зазвичай вона виділяється, але її можна побачити в поєднанні з іншими аномаліями, зокрема коарктацією аорти.

##### Коарктація аорти
Між 5 % і 10 % тих, хто народився із синдромом Тернера, мають коарктацію аорти, вроджене звуження низхідної аорти, як правило, тільки дистально від початку лівої підключичної артерії (артерія, яка відгалужує арку аорти лівої руки) і протилежно артеріальному протоку. Оцінки поширеності цієї патології у пацієнтів із синдромом Тернера коливаються від 6,9 до 12,5 %. Коарктація аорти у жінки є вкрай  підозрілим на наявність синдрому Тернера і свідчить про необхідність подальших тестів, таких як аналіз каріотипу.

##### Частковий аномальний венозний дренаж
Ця аномалія є відносно рідкісним вродженим серцевим захворюванням у загальній популяції. Поширеність цієї аномалії також низька (близько 2,9 %) при синдромі Тернера. Проте відносний ризик становить 320 у порівнянні із загальним населенням. Дивно, що синдром Тернера пов'язаний з незвичайними формами часткового аномального венозного дренування.
У пацієнтки із синдромом Тернера   вади розвитку лівої половини серця можуть призвести до підвищеної сприйнятливості до бактеріального ендокардиту. Таким чином, необхідно призначати профілактично антибіотики, коли проводяться процедури з високим ризиком ендокардиту, наприклад, маніпуляції на зубах.
Синдром Тернера часто асоціюється зі стійкою артеріальною гіпертензією, іноді в дитинстві.

#### Розширення аорти, розшарування і розрив
Два дослідження показали дилатацію аорти в синдромі Тернера, як правило, включаючи корінь висхідної аорти й іноді поширюючись через дугу аорти до низхідної аорти, або в місці попередньої коарктації аорти.
- Дослідження, яке проведене 28 дівчатам із синдромом Тернера, виявило більший діаметр коренів аорти у людей із синдромом Тернера, ніж у контрольній групі (відповідно до площі поверхні тіла). Тим не менш, діаметри аортального кореня, знайдені у пацієнтів із синдромом Тернера, все ще були в межах.[26]
- Це було підтверджено дослідженням, в якому було оцінено 40 пацієнтів із синдромом Тернера.[17]

Дослідження показало в основному ті ж висновки: більший середній діаметр коренів аорти, який, проте, залишається в межах норми до площі поверхні тіла.
Чи діаметри коренів аорти, які є відносно великими до площі поверхні тіла, але все ще знаходяться в межах норми, означають ризик дилатації, що прогресує, залишається недоведеним.

##### Фактори ризику розриву аорти
Серцево-судинні вади (коарктація аорти і деякі інші вади лівої половини серця) і гіпертонія схильні до розширення аорти і її  розшарування в загальній популяції. Дійсно, ці ж фактори ризику виявляються у більш ніж 90 % пацієнтів із синдромом Тернера, які чинять дилатацію аорти. Лише невелика кількість пацієнтів (близько 10 %) не має явних факторів ризику. Ризик розвитку гіпертензії збільшується в три рази у пацієнтів із синдромом Тернера. Через своє відношення до аортального розшарування, артеріальний тиск повинен регулярно контролюватися, а гіпертензія повинна лікуватися агресивно з метою збереження артеріального тиску нижче 140/80 мм рт. Як і при інших серцево-судинних вадах розвитку, ускладнення дилатації аорти зазвичай пов'язують з каріотипом 45, X.

##### Патогенез аортального розшарування і розриву
Точна роль, яку ці фактори ризику відіграють у процесі, який призводить до розриву, неясна. Вважається, що дилатація коренів аорти пов'язана з мезенхімальним дефектом, оскільки в деяких дослідженнях було виявлено патологічні ознаки кістозного медіального некрозу. Зв'язок між подібним дефектом і дилатацією аорти чітко встановлений при таких хворобах, як синдром Марфана. Крім того, аномалії в інших мезенхімальних тканинах (кістковий матрикс і лімфатичні судини) свідчать про аналогічний первинний мезенхімальний дефект у пацієнтів із синдромом Тернера. Проте жодні дані не свідчать про те, що у пацієнтів із синдромом Тернера достовірно більший ризик розширення аорти і розшарування за відсутності факторів, які на це впливають. Отже, ризик розшарування аортального синдрому, є наслідком структурних серцево-судинних вад розвитку, а не відображенням аномалії сполучної тканини. Природна дилатація коренів аорти невідома, але через його летальний потенціал цю аномалію аорти потрібно ретельно контролювати.

### Скелет
Нормальний розвиток скелета пригнічується через велику різноманітність факторів, переважно гормональних. Середній зріст жінки з синдромом Тернера, за відсутності лікування гормоном росту, становить 140 см. Пацієнти з мозаїцизмом Тернера можуть досягти нормального середнього зросту.
Четверта п'ясткова кістка (четвертий палець і безіменний палець) може бути надзвичайно коротким, як і п'ятий.
Через недостатнє виробництво естрогену, багато хто з синдромом Тернера мають остеопороз. Це може знизити висоту далі, а також загострити викривлення хребта, можливо, призводить до сколіозу. Це також пов'язано з підвищеним ризиком переломів кісток.

### Нирки
Приблизно одна третина всіх жінок з синдромом Тернера мають одну з трьох аномалій нирок:
1. Єдина, підковоподібна нирка з одного боку тіла
2. Аномальна система збору сечі
3. Поганий кровотік до нирок

Деякі з цих умов можна виправити хірургічним шляхом. Навіть із цими аномаліями нирки більшості жінок з синдромом Тернера функціонують нормально.

### Щитоподібна залоза
Приблизно одна третина всіх жінок з синдромом Тернера мають захворювання щитоподібної залози. Зазвичай це гіпотиреоз, зокрема тиреоїдит Хашимото. Якщо виявлено, його можна легко лікувати добавками гормонів щитоподібної залози.

### Діабет
У жінок з синдромом Шершевського-Тернера спостерігається помірно підвищений ризик розвитку діабету 1 типу в дитячому віці і істотно підвищений ризик розвитку діабету 2 типу до дорослих років. Ризик розвитку цукрового діабету 2 типу може бути істотно знижений шляхом збереження здорової ваги.

### Когнітивна сфера
Синдром Тернера зазвичай не зумовлює інтелектуальної недостатності або погіршує пізнання. Тим не менш, труднощі в навчанні є досить поширеними серед жінок з синдромом Тернера, особливо із особливими труднощами у сприйнятті просторових відносин, таких як невербальний розлад навчання. Це також може проявлятися як труднощі з моторним контролем або з математикою. Хоча це не можна виправити, в більшості випадків це не викликає труднощів у повсякденному житті. Більшість пацієнтів із синдромом Тернера працюють і ведуть продуктивне життя.
Крім того, рідкісний різновид синдрому Тернера, відомий як «синдром кільцевого X Тернера», має близько 60 % асоціацій з інтелектуальною недостатністю. Цей тип становить близько 2–4 % від усіх випадків синдрому Тернера.

### Психологічна сфера
У жінок із синдромом Тернера можуть виникнути несприятливі психосоціальні наслідки. Дослідження показують можливу асоціацію між віком при постановці діагнозу і збільшенням вживання шкідливих речовин і депресивними симптомами.

### Репродуктивна сфера
Жінки із синдромом Тернера майже завжди безплідними. Хоча деякі жінки з синдромом Тернера успішно завагітніли і перенесли вагітність, це дуже рідко і зазвичай обмежується тими жінками, у яких каріотипи не є 45, X. Навіть коли відбуваються такі вагітності, є більш високий, ніж середній ризик викидня або вроджених дефектів, в тому числі синдром Тернера або синдром Дауна. Деякі жінки з синдромом Тернера, які не в змозі завагітніти без медичного втручання, можуть використовувати ЕКЗ або інші способи лікування безпліддя.
Зазвичай, замісна терапія естрогенами використовується для стимулювання зростання вторинних статевих ознак у той час, коли має бути початок статевого дозрівання. Хоча дуже мало жінок з синдромом Тернера менструюють спонтанно, естрогенна терапія вимагає регулярного пролиття слизової оболонки матки («відміни кровотечі») для запобігання її надмірного росту. Зняття кровотечі може бути спричинене щомісячно, як менструація, або рідше, зазвичай кожні три місяці, якщо пацієнт бажає. Естрогенна терапія не робить жінку з нефункціональними яєчниками фертильними, але вона відіграє важливу роль у допоміжній репродукції; здоров'я матки необхідно підтримувати за допомогою естрогену, якщо жінка, яка має право на використання синдрому Тернера, бажає використовувати ЕКО (використовуючи доновані ооцити).
Особливо в мозаїчних випадках синдрому Тернера, що містить Y-хромосому (наприклад, 45, X / 46, XY) через ризик розвитку злоякісної пухлини яєчників (найчастіше це гонадобластома), гонадэктомія. Синдром Тернера характеризується первинною аменореєю, передчасною недостатністю яєчників (гіпергонадотропним гіпогонадизмом), гонадами смуг і безпліддям (однак технологія (особливо донорство ооцитів) забезпечує можливість вагітності у цих пацієнтів). Типовим є нездатність розвинути вторинні статеві ознаки (сексуальний інфантилізм).

## Причина
Синдром Тернера обумовлений відсутністю однієї повної або часткової копії Х-хромосоми в деяких або всіх клітинах. Аномальні клітини можуть мати тільки один X (моносомію) (45, X) або на них може впливати один з декількох типів часткової моносомії, як видалення короткого плеча однієї Х-хромосоми (46, X, del (Xp) або наявність ізохромосоми з двома q плечима (46, X, i (Xq)) Синдром Тернера має чіткі особливості через відсутність псевдоавтосомних областей, які, як правило, позбавлені X-інактивації. У мозаїчних особинах клітини з X моносомією (45, X) можуть зустрічатися разом з клітинами, які є нормальними (46, XX), клітинами, які мають часткові моносомії, або клітинами, які мають Y-хромосому (46, XY). Наявність мозаїцизму оцінюється відносно часто у постраждалих осіб (67–90 %).

### Успадкування
У більшості випадків, коли відбувається моносомія, Х-хромосома походить від матері. Це може бути пов'язано з нерозривним зв'язком у батька. Мейотичні помилки, що призводять до вироблення Х з псевдозміщенням або ненормальними хромосомами Y, також знаходяться в основному у батька. З іншого боку, ізохромосома Х або кільцева хромосома Х формуються однаково часто обома батьками. В цілому, функціональна Х-хромосома зазвичай походить від матері.
У більшості випадків синдром Тернера є спорадичним явищем, і для батьків особи з синдромом Тернера ризик рецидиву не збільшується для наступних вагітностей. Рідкісні винятки можуть включати наявність збалансованої транслокації Х-хромосоми у батьків або там, де мати має 45, X-мозаїчність обмежується її статевими клітинами.

## Діагностика

45X каріотип, що показує непарний X у нижньому правому куті

Синдром Тернера може бути діагностований шляхом амніоцентезу або відбору проб хоріона під час вагітності.
Зазвичай плоди із синдромом Тернера можна виявити за допомогою аномальних ультразвукових даних (наприклад, дефект серця, аномалія нирок, кістозна гігрома, асцит). У дослідженні 19 європейських реєстрів у 67,2 % випадків діагностованого на ранніх стадіях синдрому Тернера було виявлено порушення на УЗД. 69,1 % випадків мали одну аномалію, а 30,9 % мали дві або більше аномалій.

### Післяпологовий період
Синдром Тернера може бути діагностований постнатально в будь-якому віці. Часто його діагностують при народженні через серцеві проблеми, незвично широку шию або набряк рук і ніг. Тим не менш, вона також є загальною для відсутності правильної діагностики протягом декількох років, як правило, до тих пір, поки дівчина не досягне віку статевого дозрівання / підліткового віку, і вона не розвивається належним чином (зміни, пов'язані з пубертатом не відбуваються). У дитинстві короткий зріст може свідчити про синдром Тернера.
Тест, званий каріотипом, також відомий як хромосомний аналіз, аналізує хромосомний склад індивіда. Це тест на вибір для діагностики синдрому Тернера.

## Лікування
Як хромосомний стан, то немає ліків проти синдрому Тернера. Однак можна зробити багато, щоб мінімізувати симптоми. Наприклад:
- Зростання гормону, як самостійно, так і з низькою дозою андрогенів, збільшить ріст і, можливо, кінцеву висоту дорослих. Гормон росту затверджений Адміністрацією США з питань харчових продуктів і медикаментів для лікування синдрому Тернера і охоплений багатьма страховими планами.[42][43] Є докази того, що це є ефективним, навіть у дітей ясельного віку.[44]
- Замісна естрогенна терапія, така як протизаплідні таблетки, використовувалася, оскільки цей стан було описано в 1938 році для сприяння розвитку вторинних статевих ознак. Естрогени мають вирішальне значення для підтримання гарної цілісності кісток, здоров'я серцево-судинної системи та здоров'я тканин.[42] Жінки з синдромом Тернера, які не мають спонтанного статевого дозрівання і не отримують естрогену, мають високий ризик розвитку остеопорозу та захворювань серця.
- Сучасні репродуктивні технології також використовувалися, щоб допомогти жінкам з синдромом Тернера завагітніти, якщо вони цього бажають. Наприклад, донорська яйцеклітина може бути використана для створення ембріона, який несе жінка з синдромом Тернера.[42]
- Зрілість матки позитивно пов'язана з роками використання естрогену, історією спонтанного менархе і негативно пов'язана з відсутністю поточної замісної гормональної терапії.[45]

## Епідеміологія
Синдром Тернера виникає в від однієї з 5000 до однієї з 2000 жінок при народженні.
Приблизно 99 відсотків плодів з синдромом Шерешевського-Тернера спонтанно припиняються абортом протягом першого триместру. Синдром Шерешевського-Тернера становить близько 10 % від загальної кількості спонтанних абортів у Сполучених Штатах.

## Історія
Вперше ця хвороба була описана радянським ендокринологом М. Шерешевським в 1925 р. Він вважав, що причиною хвороби є дисфункція передньої частки гіпофіза. В 1938 р. американський ендокринолог Генрі Тернер описав симптоми, в 1959 році Чарльз Форд описав етіологію хвороби, а саме, моносомію за X-хромосомою.